# Otus mendeni
Otus mendeni (сплюшка бангайська) — вид совоподібних птахів родини совових (Strigidae). Ендемік Індонезії. Раніше вважався підвидом сулавеської сплюшки, однак у 2021 році був визнаний окремим видом.

## Поширення і екологія
Бангайські сплюшки є ендеміками острова Пеленг в групі Банґґайських островів. Вони живуть у вологих рівнинних тропічних лісах, на висоті до 1000 м над рівнем моря. Живляться комахами. 

## Збереження
МСОП класифікує цей вид як вразливий. За оцінками дослідників, популяція бангайських сплюшок становить від 3500 до 15000 птахів. Їм загрожує знищення природного середовища.